# Správní obvod obce s rozšířenou působností Bruntál
Správní obvod obce s rozšířenou působností Bruntál je jedním ze tří správních obvodů rozšířené působnosti obcí v okrese Bruntál v Moravskoslezském kraji. Správní obvod zahrnuje města Andělská Hora, Bruntál, Horní Benešov a Vrbno pod Pradědem a dalších 27 obcí. Ve správním obvodu obce s rozšířenou působností Bruntál jsou 3 správní obvody obcí s pověřeným obecním úřadem (Bruntál, Horní Benešov a Vrbno pod Pradědem).

## Seznam obcí
Poznámka: Města jsou vyznačena tučně.

### Správní obvod obce s pověřeným obecním úřadem Bruntál
- Andělská Hora
- Bílčice
- Bruntál
- Dětřichov nad Bystřicí
- Dlouhá Stráň
- Dvorce
- Křišťanovice
- Leskovec nad Moravicí
- Lomnice
- Mezina
- Milotice nad Opavou
- Moravskoslezský Kočov
- Nová Pláň
- Nové Heřminovy
- Oborná
- Razová
- Roudno
- Rudná pod Pradědem
- Staré Město
- Světlá Hora
- Václavov u Bruntálu
- Valšov

### Správní obvod obce s pověřeným obecním úřadem Horní Benešov
- Horní Benešov
- Horní Životice
- Staré Heřminovy
- Svobodné Heřmanice

### Správní obvod obce s pověřeným obecním úřadem Vrbno pod Pradědem
- Karlova Studánka
- Karlovice
- Ludvíkov
- Široká Niva
- Vrbno pod Pradědem

## Obyvatelstvo
| Rok  | Obyv.  | ± %    |
| ---- | ------ | ------ |
| 1869 | 51 376 | —      |
| 1880 | 52 522 | +2,2 % |
| 1890 | 52 859 | +0,6 % |
| 1900 | 51 253 | −3 %   |
| 1910 | 50 752 | −1 %   |

| Rok  | Obyv.  | ± %     |
| ---- | ------ | ------- |
| 1921 | 47 496 | −6,4 %  |
| 1930 | 50 684 | +6,7 %  |
| 1950 | 29 028 | −42,7 % |
| 1961 | 30 929 | +6,5 %  |
| 1970 | 32 853 | +6,2 %  |

| Rok  | Obyv.  | ± %     |
| ---- | ------ | ------- |
| 1980 | 37 652 | +14,6 % |
| 1991 | 39 036 | +3,7 %  |
| 2001 | 39 643 | +1,6 %  |
| 2011 | 36 924 | −6,9 %  |
| 2021 | 34 198 | −7,4 %  |

## Mikroregiony
Na území SO ORP Bruntál působí mikroregiony Sdružení obcí Bruntálska, Sdružení obcí Vrbenska, Sdružení obcí Slezská Harta / Svazek obcí Mikroregion Slezská Harta, Mikroregion Slunečná, Sdružení obcí Praděd a Sdružení obcí Rýmařovska.

## Místní akční skupiny
Na území SO ORP Bruntál působí MAS Hrubý Jeseník, MAS Nízký Jeseník a MAS Rýmařovsko.

## Euroregiony
Na území SO ORP Bruntál působí Euroregion Praděd a Euroregion Silesia.